# متنزه فارنيبوفياردين الوطنية
منتزه فارنيبوفجاردن الوطني ( السويدية: Färnebofjärdens nationalpark ) هي حديقة وطنية سويدية يمر بها نهر دالفين، على بعد حوالي 140 كـم (87 ميل) شمال ستوكهولم . ويغطي 10,100 ها (25,000 أكر)، منها 4,110 ها (10,200 أكر) من المياه، على الحدود بين مقاطعتي دالارنا وجافليبورج.
بعد تراجع الغطاء الجليدي الذي غطى المنطقة بعد العصر الجليدي الأخير، وجد النهر نفسه يتحول إلى سهل محاط بشكل فريد بتلال من الأسكيرات الأخرى، حيث شكل سلسلة من المنحدرات والخلجان الواسعة (تسمى فياردار )، والتي يغمرها النهر أثناء فيضانات الربيع. وقد ساهم هذا الموقع الجغرافي المتميز، إلى جانب قرب الحديقة من الحدود البيئية بين الشمال والجنوب، في تعزيز نمو الحيوانات والنباتات ذات التنوع البيولوجي الكبير. تتمتع الحديقة بغابات من الصنوبريات والمختلطة وعريضة الأوراق، بعضها قديم جدًا، وقد نجا من صناعة قطع الأشجار بسبب صعوبة الوصول إليها.
إذا كان وجود البشر متحفظًا نسبيًا منذ العصر الحجري، حيث كان يتركز بشكل أساسي فوق الصخور، فإن تطور نشاط التعدين (وخاصة الحديد) أثر بشكل عميق على المنطقة. أستغلت هذه الغابات لتغذية مصانع الطاقة المائية التي نمت على طول النهر. وكان من أهمها قصر جيسينجي الذي تأسس عام 1668 ويقع بجوار الحديقة مباشرة. في عام 1975، رداً على التهديد بإزالة غابة واسعة، بدأت الحركة لإنشاء حديقة وطنية، والتي بلغت ذروتها بافتتاح الحديقة في عام 1998. تمت إضافة الحديقة إلى شبكة Natura 2000 وتم تضمينها في قائمة الأراضي الرطبة لاتفاقية رامسار.
تعد الحديقة والمناطق المحيطة بها من الوجهات السياحية الهامة. يعد النهر وسيلة الاستكشاف المفضلة لديه، ولكن بعض مسارات المشي لمسافات طويلة تسمح باستكشافات أخرى. وتحظى الحديقة بتقدير كبير من قبل عشاق الصيد.

## الجيولوجيا

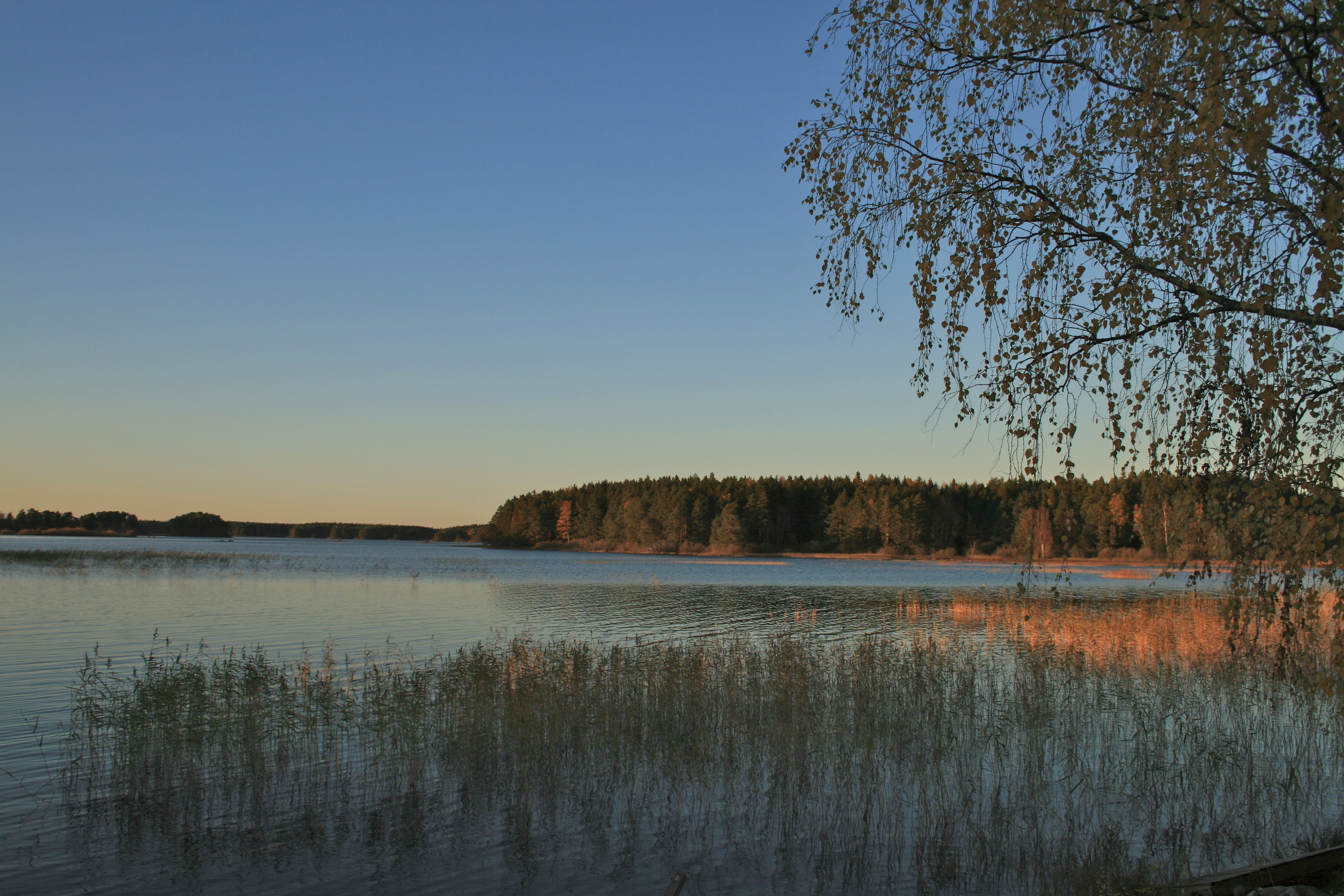
على طول مجراه الجديد، خلق النهر فسيفساء من الماء والمستنقع والغابات

تتكون صخور الحديقة من الجرانيت والنيس الجرانيتي، ويرجع تاريخها إلى تكوين جبال سفيكوفينيد، وهي سلسلة جبلية تشكلت بين عامي 1750 و2500 مليون سنة مضت. وبعد ذلك، خضعت المنطقة لفترة طويلة من التآكل ، بحيث تشكلت ما يسمى بالسهول شبه الكامبري منذ 600 مليون سنة.   
خلال العصر الجليدي الأخير، كانت السويد مغطاة بطبقة جليدية ، والتي انسحبت من المنطقة منذ حوالي 10000 سنة. ترك النهر الجليدي خلفه في المنطقة العديد من الأسكيرات والمورينات، مثل الأسكيرات Enköpingsåsen. عندما انسحب النهر الجليدي، كانت التربة مضغوطة للغاية بسبب كتلته لدرجة أن المنطقة بأكملها الواقعة إلى الشرق من أفستا وجدت نفسها عند مستوى سطح البحر.  خلال هذه الفترة البحرية، ترسبت الرواسب على الصخور الأساسية، وهو ما يفسر لماذا تتمتع هذه المنطقة حتى اليوم بخصوبة متفوقة على بقية أنحاء البلاد.  وهذا هو السبب في أن خط الفصل بين الشمال والجنوب ( Limes Norrlandicus )، الذي يمر على مسافة ليست بعيدة عن الحديقة، واضح للغاية في المنطقة: فالمنطقة الواقعة إلى الشمال من Limes لم تكن مغطاة بهذه الرواسب. 
عندما انسحب هذا البحر، المسمى بحر ليتورينا، وهو سلف بحر البلطيق، وجد نهر دالفين نفسه محصورًا في أفستا بواسطة أحد هذه الأسكيرات التي شكلتها الطبقة الجليدية: باديلونداسين. في الواقع، قبل العصر الجليدي، استمر النهر في الجريان باتجاه نهر مالارين، حيث كان يفرغ مياهه، مما أدى إلى فيضان الوادي على طول هذا القسم بأكمله.  وبسبب وجود هذه العقبة، اضطرت إلى التوجه نحو الشمال الشرقي.  لذا، في كامل القسم السفلي من نهر دالالفين، لم يكن لدى النهر الوقت الكافي لفيضان الوادي الحقيقي.  لذلك كان عليه أن يتكيف مع تضاريس الأرض، ويشكل خلجانًا كبيرة بها العديد من الجزر في الأقسام الأكثر تسطحًا، وعلى النقيض من ذلك، كان المسار أضيق وأسرع في المضايق المختلفة التي واجهها على طول الطريق.

## البيئة الطبيعية
تقع حديقة Färnebofjärden، وفقًا لتصنيف الصندوق العالمي للحياة البرية، في المنطقة البيئية الأرضية للغابات المختلطة السارماتية،  ليست بعيدة عن حدود التايغا الاسكندنافية والروسية.

### النباتات

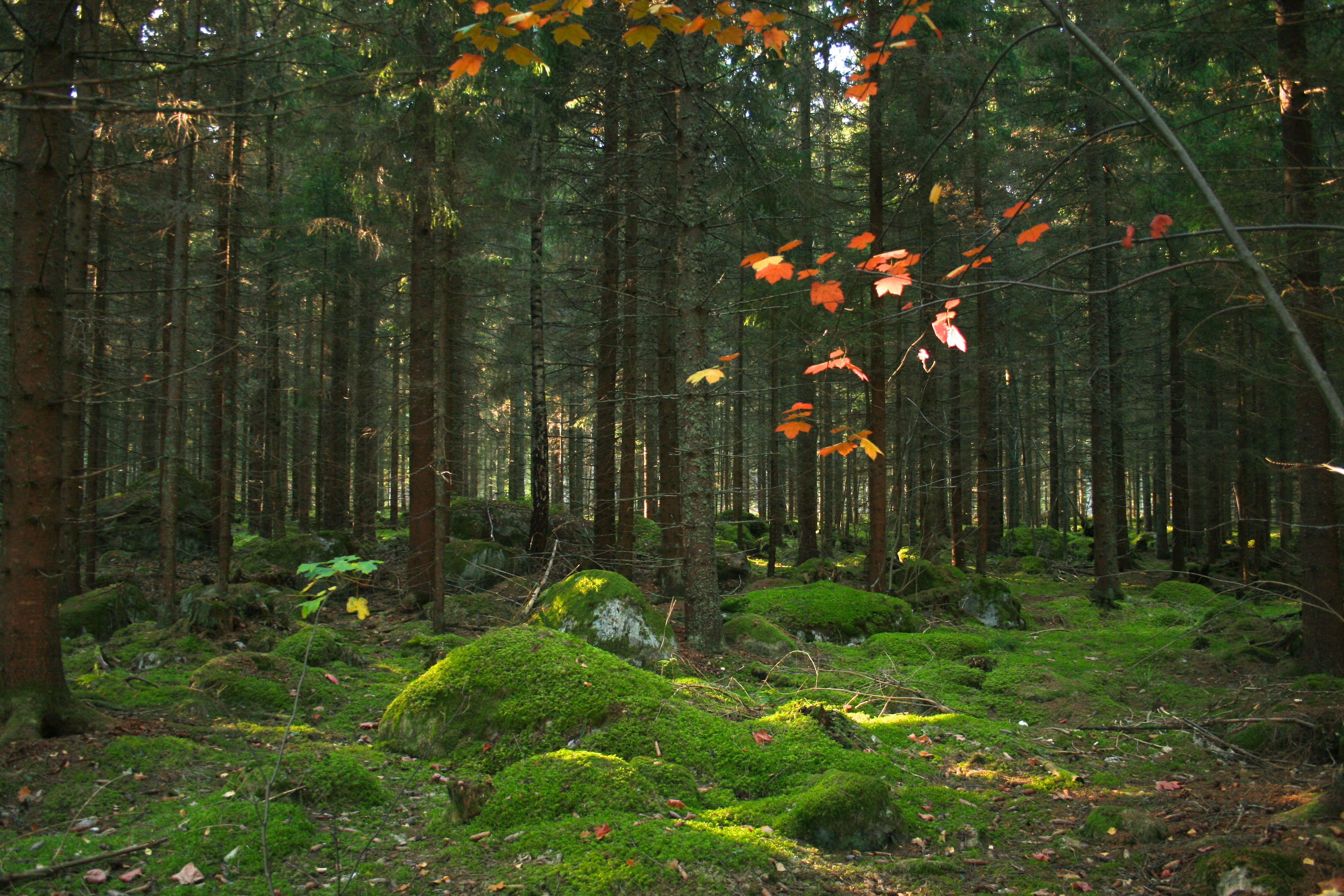
غابة صنوبرية في جزيرة ماتون، في شمال شرق الحديقة

توجد في الحديقة جميع أنواع الغابات تقريبًا الموجودة في وسط السويد، ويرجع ذلك إلى وجود بيئات جافة ورطبة وقرب خط Limes Norrlandicus الذي يمثل الحدود بين بيئات الشمال والجنوب. وهذا يعني وجود بيئات وأنواع مميزة في الحديقة لكل من شمال وجنوب السويد.  يظهر في الحديقة عدد كبير من الأنواع المهددة بالانقراض: نوعان من النباتات الوعائية، 25 نوعًا من الطحالب ،  34 نوعًا من الأشنات و22 نوعًا من الفطريات.
تتميز الحديقة ببيئات مختلفة فيما يتعلق بالنباتات، وأهمها غابات الصنوبريات ( 1,000 ها (2,500 أكر) تشكل 9.9% من الحديقة، والغابات المختلطة ( 1,460 ها (3,600 أكر) تشكل 14.5% من الحديقة، من المستنقعات المفتوحة ( 1,650 ها (4,100 أكر) تشكل 16.3% من الحديقة) والغابات ( 500 ها (1,200 أكر) تشكل 5% من الحديقة) وأخيرًا الأراضي الرطبة ( 750 ها (1,900 أكر) تشكل 7.4٪ من الحديقة).
توجد غابات الصنوبريات، وخاصة شجرة التنوب النرويجية ، بشكل خاص في جنوب الحديقة،  حول تيناسيت، وعلى جزيرة تورون وشبه جزيرة أوبيهالفون. لم يتم قطع أشجار هذه الغابات منذ الخمسينيات من القرن العشرين، وبعض الأشجار يزيد عمرها عن 120 عامًا.  هذه الأشجار القديمة بالإضافة إلى وجود الخشب الميت تعطي هذه الغابة مظهرًا قديمًا للغاية، وتساهم في ثراء كبير بالأشنات والفطريات.  غالبًا ما تكون التربة مغطاة بالطحالب، والأنواع المميزة هي Hylocomium splendens ، ولكن Anastrophyllum hellerianum و Nowellia curvifolia شائعة أيضًا. يمكنك أيضًا العثور على التوت الأزرق الأوروبي والتوت البري في الغابة. 

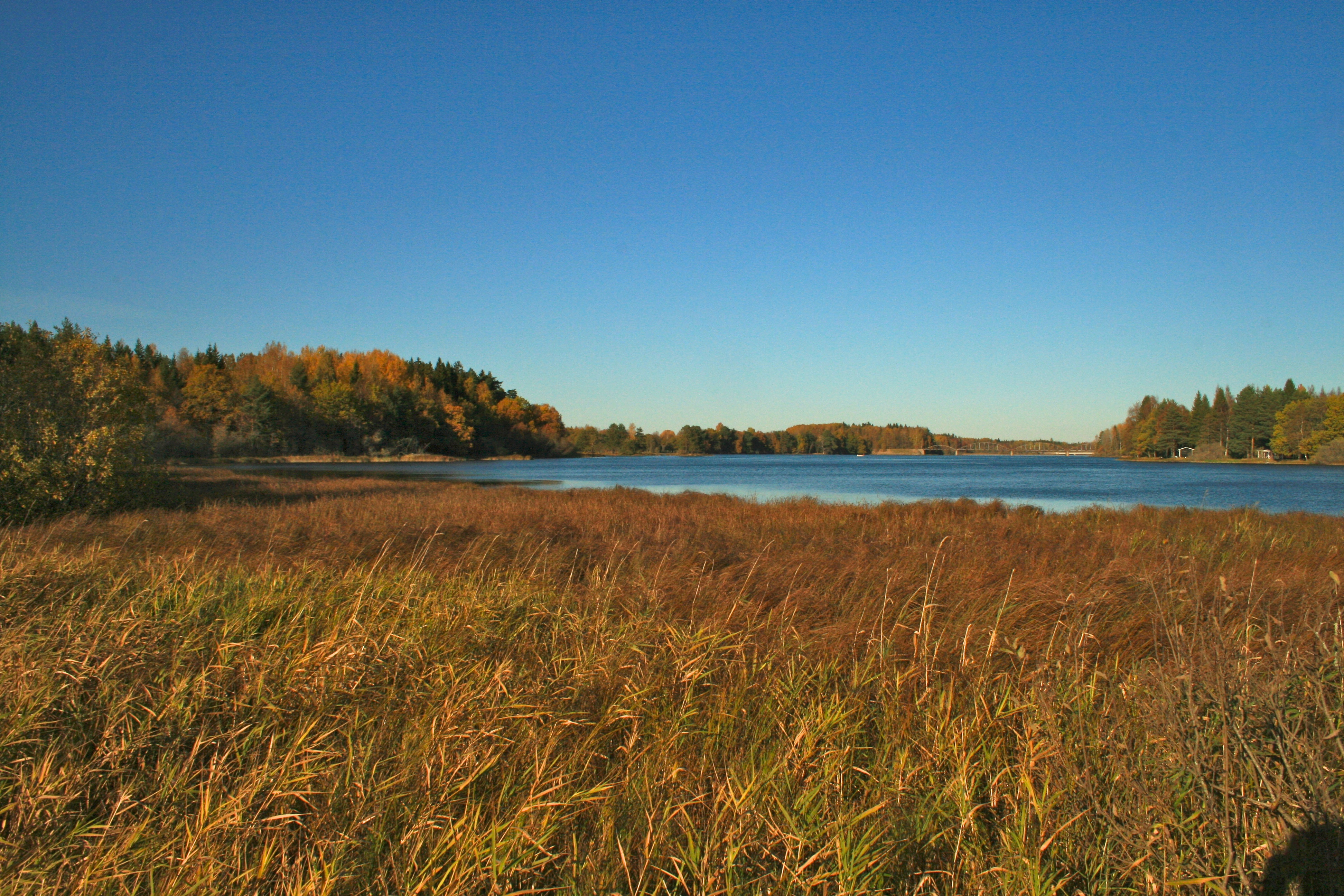
الأراضي الرطبة في جزيرة ماتون

في المناطق الأكثر عرضة للفيضانات، تكون الأشجار الصنوبرية أكثر ندرة، لأنها لا تحب المناطق الرطبة بشكل عام.  في هذه الغابات، يمكن للمرء أن يجد أشجارًا عريضة الأوراق مثل الحور الرجراج، وهي شائعة جدًا في منطقة دالالفين السفلى، ولكنها نادرة في بقية أنحاء البلاد. تحتوي هذه الغابات أيضًا على أشجار البلوط الإنجليزي وأشجار الزيزفون صغيرة الأوراق، وتتكون الغابات الأكثر رطوبة في الغالب من أشجار الألدر وأشجار البتولا والصفصاف.  إن ثراء هذه الغابات وخاصة شجيراتها يعتمد في المقام الأول على طبيعة التربة. تنمو في التربة الفقيرة التوت الأزرق، والتوت البري ، وإكليل الجبل البري، والتوت السحابي ، في حين أن التربة الغنية هي موطن على وجه الخصوص لزنبق الوادي ، والفراولة الحرجية، والقصب الأرجواني الصغير، واللوز الأصفر.
في الأماكن التي تقل فيها وتيرة الفيضانات، لا توجد أخشاب صلبة، مما يفسح المجال للمناطق المفتوحة. وهكذا تصبح البلاد عبارة عن مرج، وفي بعض الأحيان، ينتهي هذا المرج بالتحول إلى مستنقع. تتميز نباتات المراعي بنباتات كالاماجروستيد بلانشاتريس، وعشب المور الأرجواني، والبوغبيان، واللوزستريف الأصفر، وخماسي الأرجل المستنقعي، والرمح الصغير، وقش المستنقعات الشائع، والكأس الملكي، واللوزستريف الأرجواني، والبنفسج، وهذا الأخير من الأنواع المهددة بالانقراض في البلاد.  في المستنقعات، تكون النباتات فقيرة، مع وجود نباتات مثل الآس، وإكليل الجبل، والقطن الشائع، وأنواع من نبات الكاريكس بشكل أساسي.  غالبًا ما تكون التربة مغطاة بطحالب الخث والطحالب الأخرى. 

### الحيوانات

#### الثدييات

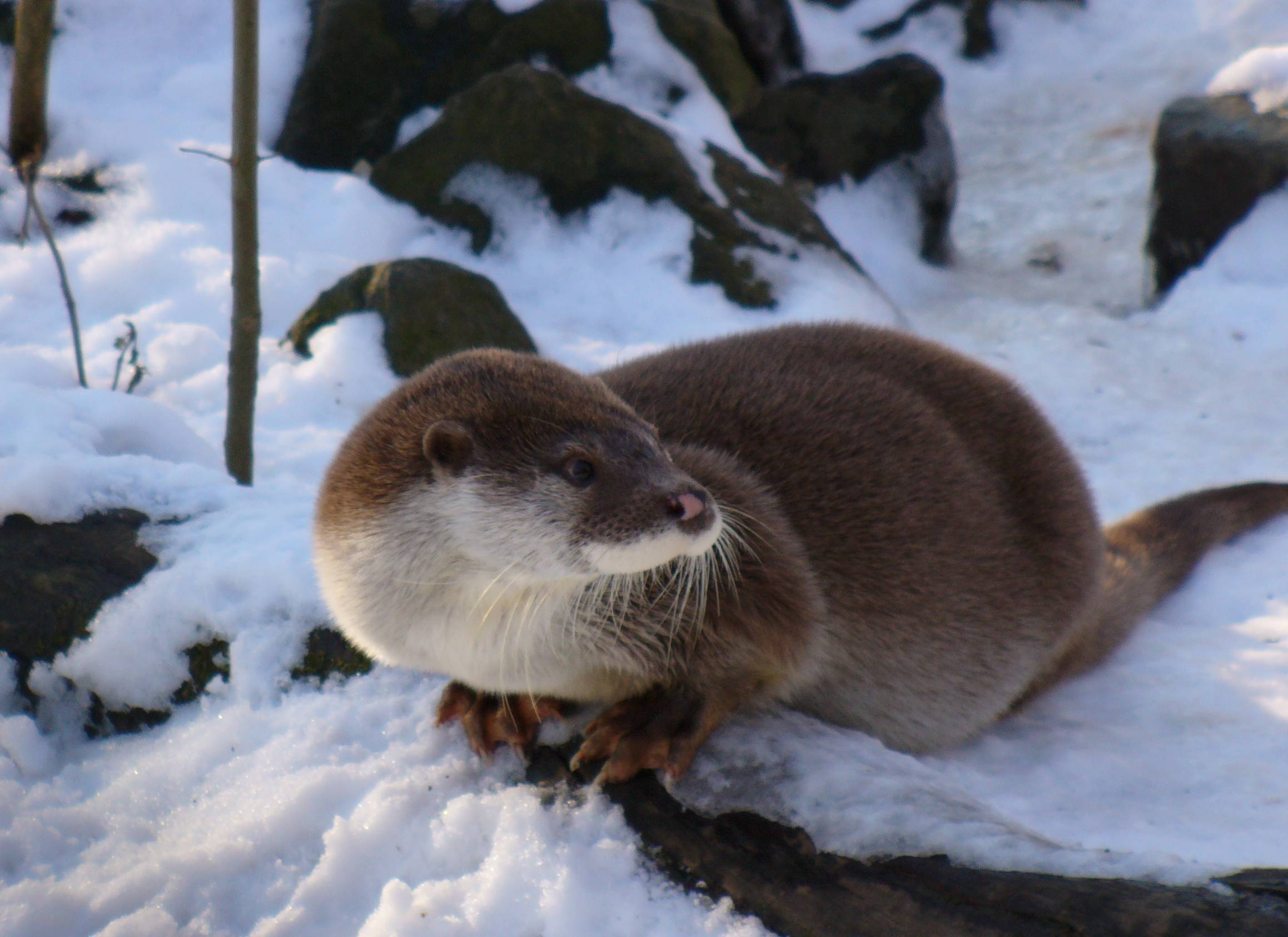
ثعلب الماء في الشتاء

وتستضيف الحديقة العديد من أنواع الثدييات. الأكثر انتشارًا هي الموظ، والغزلان، والأرنب الجبلي، والثعلب الأحمر، والصنوبر الأوروبي. منذ ثمانينيات القرن العشرين، أصبح من الممكن أيضًا رؤية القندس الأوراسي بالقرب من جزر تورون وأنغسون وكذلك بالقرب من جيسينج.  وفي عام 2008، وجد بالمثل أن الخنزير البري كان يستوطن الحديقة.  وفي حالات نادرة، يمكن رؤية فئران الغابة أيضًا في الجزء الشمالي من الحديقة.  تعتبر أربعة أنواع من الثدييات الموجودة في الحديقة مهددة بالانقراض في السويد. وبالتالي، يمكن ملاحظة الوشق الأوراسي بانتظام حول أوبيهالفون، وتيناسيت، وجاردسفيكارنا، إلى جانب الدببة البنية والذئاب الرمادية، على الرغم من أن هذه الحيوانات أقل تواترا.  أما الأنواع الثلاثة الأخرى المهددة بالانقراض فهي ثعلب الماء الأوروبي الذي يمكن رؤيته بالقرب من المنحدرات، ونوعان من الخفافيش، خفاش البركة (وهو نادر جدًا في السويد) وخفاش النكتيول الشائع.

#### الطيور

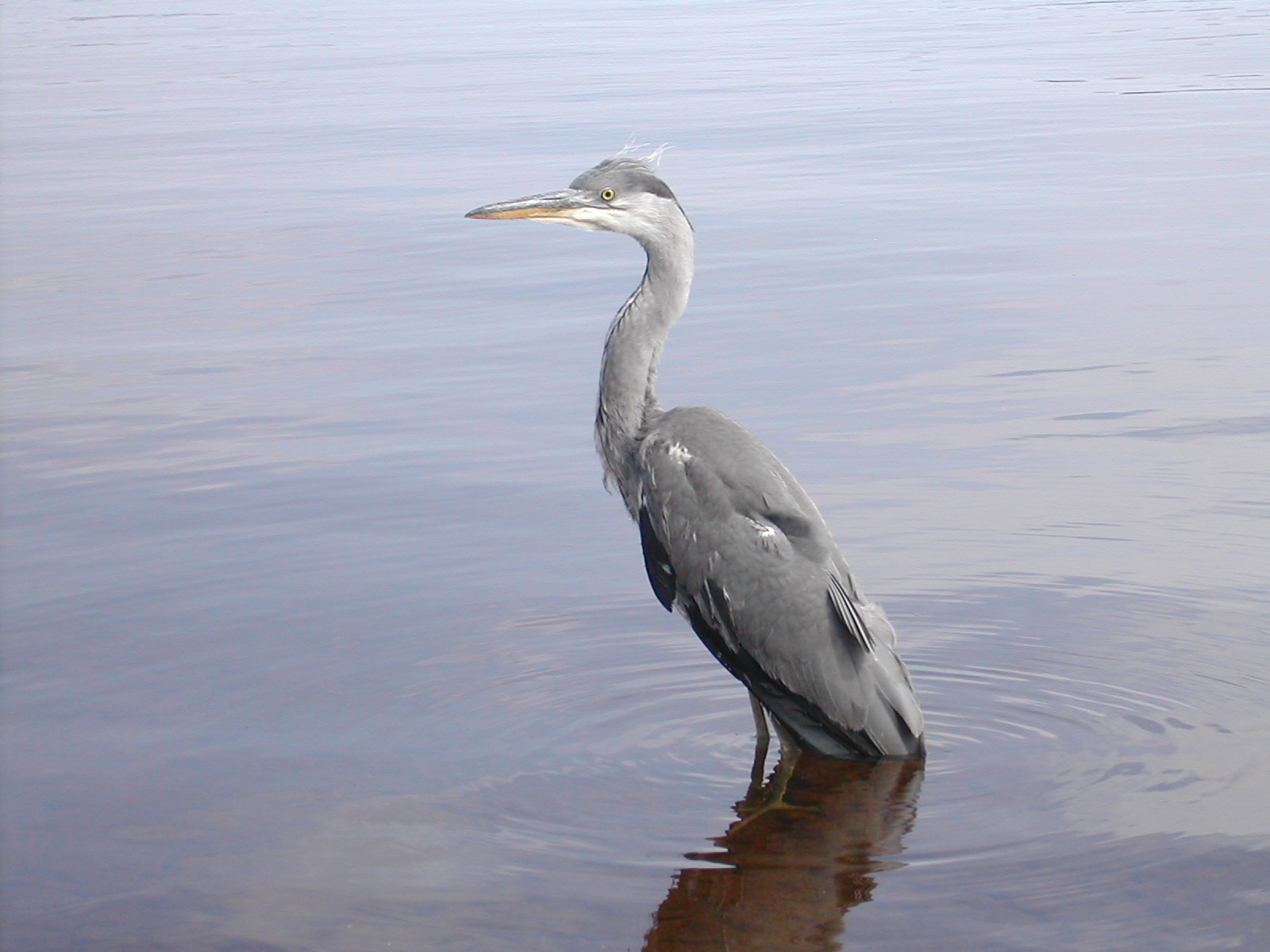
مالك الحزين في حديقة Färnebofjärden الوطنية

لا شك أن الطيور هي الفئة الأكثر عددًا من الحيوانات في حديقة الحيوانات. تم الإبلاغ عن أكثر من 200 نوع، منها 107 على الأقل تعشش بانتظام في الحديقة.  يرتبط هذا الثراء جزئيًا بوجود الأنواع المميزة لكل من الجنوب والشمال.  بالإضافة إلى ذلك، تحتوي الحديقة على أنواع من الطيور المائية والغابات. 
تتمتع الحديقة بتجمع كبير من الطيور المائية التي تنجذب إلى المياه الضحلة الغنية بالأسماك. إن قرب الأشجار الكبيرة، وخاصة أشجار الصنوبر، يمنحهم فرصًا جيدة للتعشيش. الأنواع الأكثر شيوعًا هي النورس الشائع، والخرشنة الشائعة، والغواص ذو الحلق الأسود، والبجعة الصامتة.  في الأراضي الرطبة، غالبًا ما نجد طائر البلشون الرمادي، أو طائر الكابركايلي الغربي، أو حتى طائر الكركي الشائع.  أحد أكثر الأنواع المائية شهرة هو عقاب السمك، الذي يضم ثلاثين زوجًا - ربما واحدة من أهم الكثافات في البلاد.  النسر ذو الذيل الأبيض، وهو نوع مصنف على أنه مهدد بالانقراض في البلاد، اختفى عمليًا من الحديقة في سبعينيات القرن العشرين، ولكنه عاد الآن. 

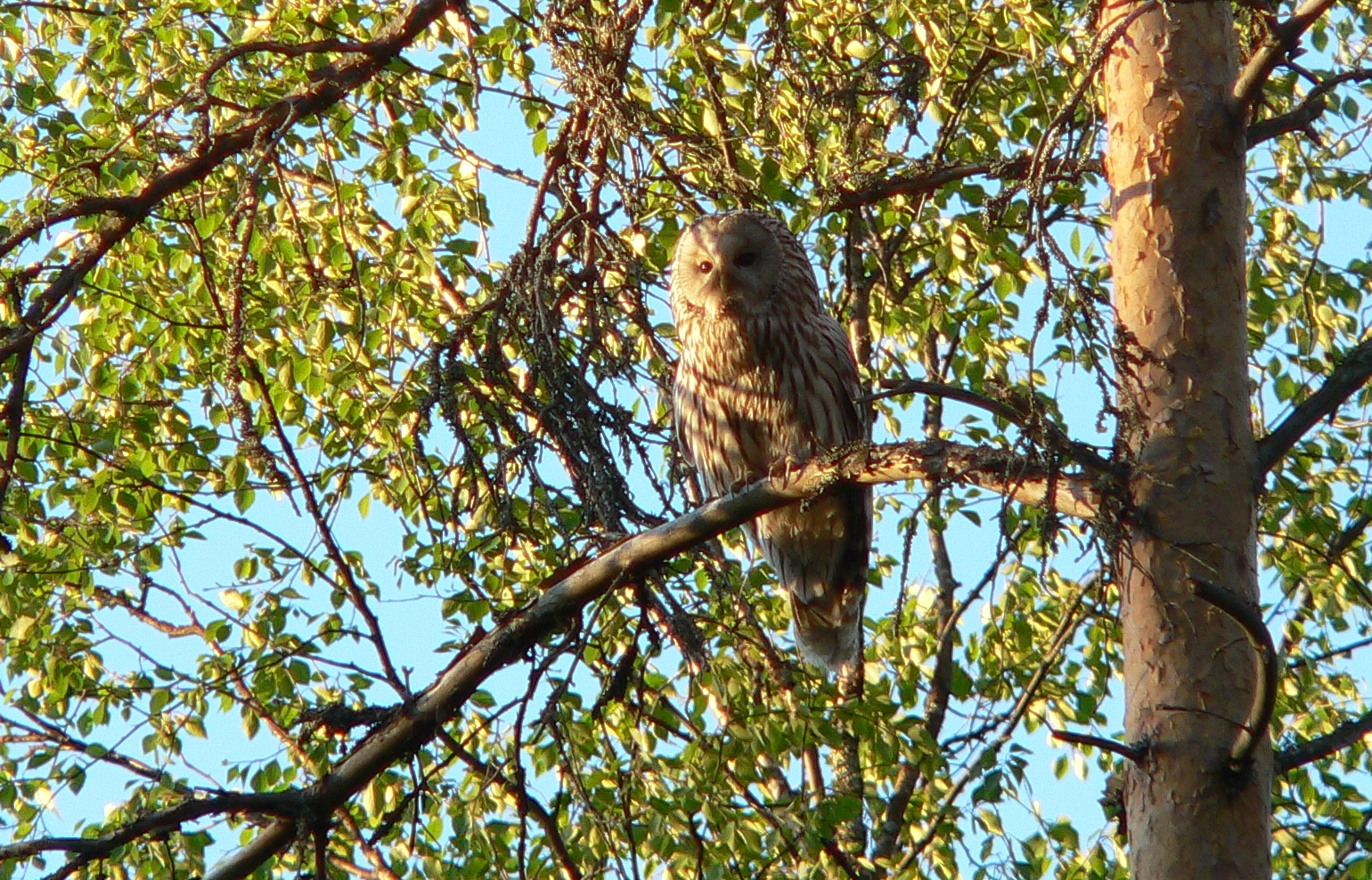
بومة الأورال، رمز الحديقة

ومع ذلك، فإن الأنواع الغابوية هي الأكثر شهرة في الحديقة، وخاصة نقار الخشب والبوم. فيما يتعلق بنقار الخشب، فإن نقار الخشب المرقط الكبير هو الأكثر شيوعًا، ولكن نقار الخشب الأسود، ونقار الخشب الأخضر الأوروبي، ونقار الخشب المرقط الأصغر هي أيضًا شائعة.  لقد انخفض عدد نقار الخشب أبيض الظهر، وهو نوع مصنف على أنه مهدد بالانقراض في السويد حيث بلغ عدد أفراده 16 فردًا فقط في البلاد بأكملها في عام 2004،  في الحديقة. من بين 7 أزواج تم رصدها في عام 1976، تم رصد فرد واحد في عام 2003،  ثم زوج جديد في عام 2010. هذا النوع يحب بشكل خاص الغابات القديمة ذات الأشجار الميتة الكثيرة وبالتالي فإن هذا النوع يعد مؤشرا جيدا على ثراء الغابة. في المقابل، أصبح نقار الخشب ذو الرأس الرمادي أكثر شيوعًا.  فيما يتعلق بالبوم، فإن الأنواع الأكثر شيوعًا هي البومة القزمة الأوراسية والبومة الأورالية.  والأخير هو أيضًا رمز للحديقة.  بالإضافة إلى هذه الأنواع، هناك النسر الشائع ، والنسر الهواية الأوراسي ، أو حتى، من بين أنواع أخرى، النسر العسلي الأوروبي. 

#### الزواحف والبرمائيات

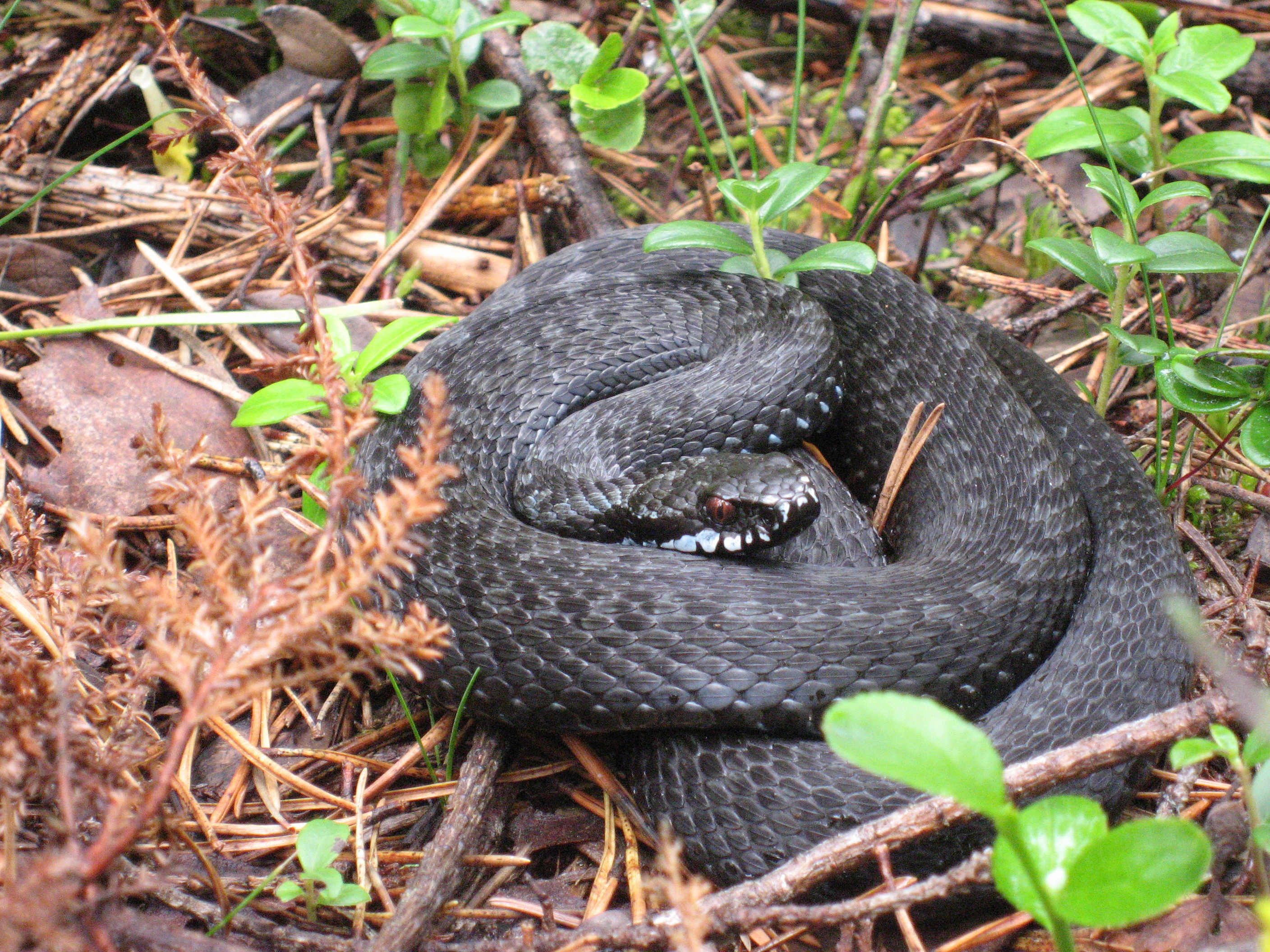
أفعى في حديقة Färnebofjärden الوطنية

تحتوي الحديقة على جميع أنواع البرمائيات السويدية الرئيسية. ومن بين هذه الأنواع، يمكن للمرء أن يذكر الضفدع الشائع، والضفدع الشائع، وضفدع المستنقعات، بالإضافة إلى السمندر الشمالي المتوج والسمندر الأملس.  من بين الزواحف، الأنواع الأكثر شيوعًا هي نوعان من الثعابين، الأفعى الأوروبية الشائعة والثعبان العشبي، بالإضافة إلى السحلية الولودة والدودة البطيئة. 

#### سمكة
تُعد مياه الحديقة من أغنى مياه السويد، ويمكن تفسير ذلك بعدد كبير من العوامل، مثل حموضتها المثالية، أو ثرائها الكبير بالعناصر الغذائية، أو حتى، من بين أمور أخرى، مناطق المنحدرات المتناوبة مع المناطق الأكثر هدوءًا. تسمح هذه المياه للحديقة ليس فقط بامتلاك عدد كبير من الأنواع، ولكن أيضًا عددًا كبيرًا من الأسماك الفردية وبعض الأسماك ذات الحجم الهائل.  من بين الأنواع الموجودة، يمكن للمرء أن يذكر عدة أنواع من أسماك الشبوط (فصيلة أسماك الشبوط، والأسماك الصغيرة، والأسماك الباربس، وغيرها)، ومنها على وجه الخصوص سمك الأسقمري ، وهو نادر في السويد. وتكثر في المياه أيضًا أسماك البايك الشمالية، حيث يصل وزن العينات أحيانًا 20 كـغ (44 رطل) مع الفرخ الأوروبي ، والزاندر، والسمك الرمادي - وهو النوع الذي تم تصنيفه على أنه مهدد بالانقراض في السويد، تمامًا مثل سمك السلمون المرقط البني.  وكان سمك السلمون الأطلسي موجودًا أيضًا في مياه الحديقة، ولكن السدود الواقعة أسفل النهر قللت بشكل كبير من احتمالات عودته إلى الحديقة. كان جراد البحر النبيل، وهو نوع مهدد بالانقراض في جميع أنحاء العالم،  شائعًا نسبيًا في مياه دالفين، لكنه اختفى تقريبًا الآن؛ ومع ذلك، يتم الإبلاغ عن بعض المصيدات في الحديقة من وقت لآخر. 

#### الحشرات
لم يتم جرد سوى حشرات الغابات بشكل موثوق، ولكن أكثر من 70 نوعًا من الحشرات مدرجة بالفعل في قائمة الأنواع المهددة بالانقراض في السويد. يؤدي وجود الخشب الميت إلى تواجد العديد من الحشرات. تعيش معظم حشرات الغابات في الخشب العصاري أو بين الخشب العصاري واللحاء.  على وجه الخصوص، تعتبر شجرة التنوب النرويجية والبلوط الإنجليزي من الأشجار التي تدعم أكبر قدر من الثراء في الحشرات. 
إن أنواع الحشرات الأكثر ارتباطًا بالحديقة ومنطقة دالالفين السفلى بشكل عام هي البعوض من جنس الزاعجة . في الواقع، تعتبر الأراضي الرطبة في الحديقة خصبة للغاية للبعوض، وخاصة أثناء الفيضانات الربيعية الغزيرة.  إن كمية البعوض في منطقة دالالفين السفلى ليس لها مثيل في السويد باستثناء تلك الموجودة في الأراضي الرطبة الشاسعة في لابلاند،  لا يزعج هذا الوفرة سياح الحديقة خلال فصل الصيف فحسب  بل أيضًا المنطقة بأكملها حتى أوبسالا.  بين عامي 2002 و2008، تم استخدام مبيد الحشرات Bacillus thuringiensis israelensis تم استخدامه لمحاولة تنظيم هذه السكان، الأمر الذي كان يتطلب تنازلاً، حيث كان استخدامه محظورًا في السويد ويتعارض مع مبادئ الحديقة الوطنية.  ومع ذلك، لم يتم تجديد المشروع، حيث لم يتم اعتبار هذه الطريقة حلاً مستدامًا، وزعم بعض العلماء أن البعوض يشكل جزءًا من النظام البيئي في المنطقة. 

## الإدارة والتنظيم

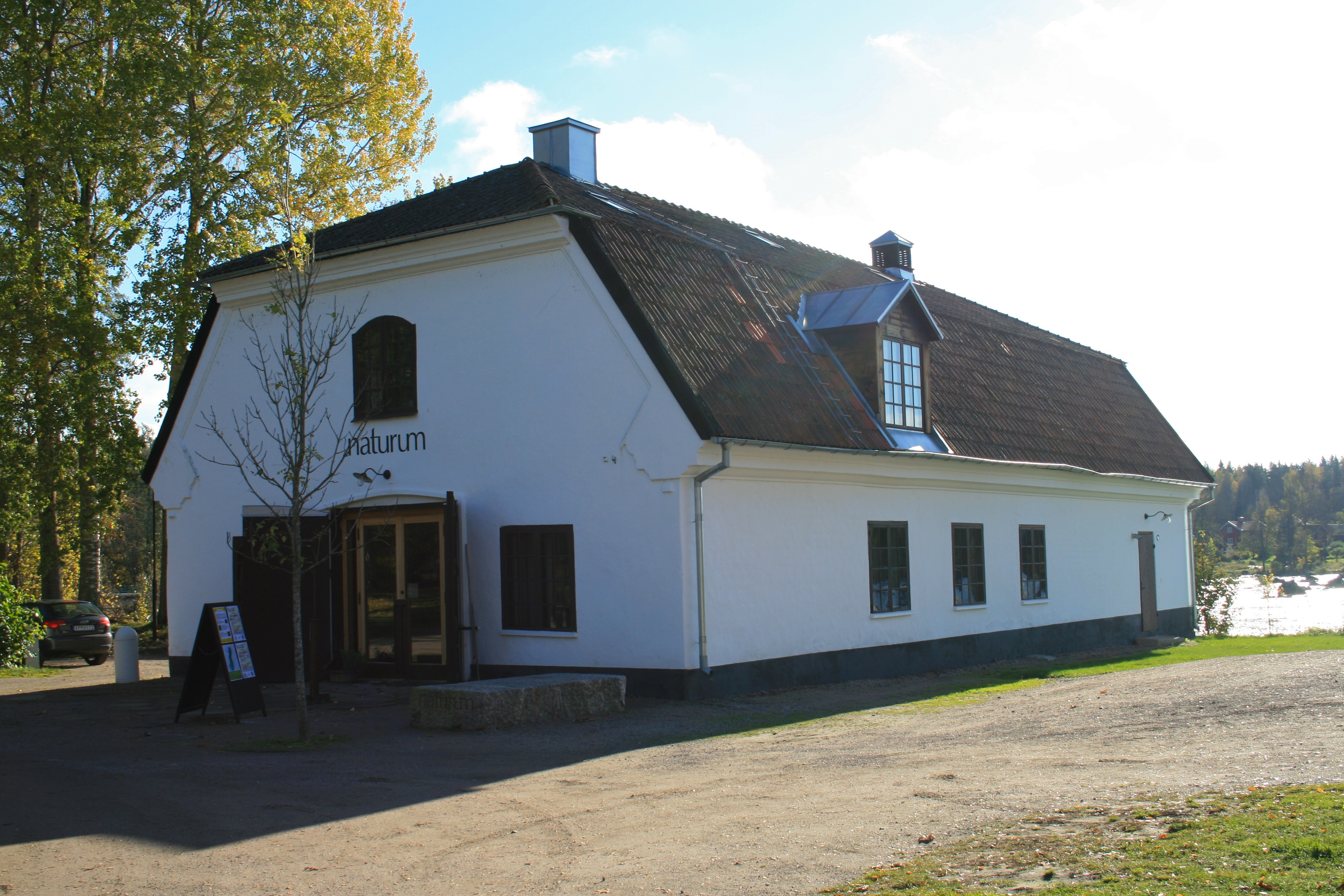
مقاطعة جافلبورج مسؤولة عن مركز زوار الحديقة

كما هو الحال مع معظم المتنزهات الوطنية السويدية، يتم تقسيم الإدارة والتنظيم بين وكالة حماية البيئة السويدية والمجلس الإداري للمقاطعات. تتولى هيئة حماية الطبيعة مهمة اقتراح إنشاء حدائق وطنية جديدة، من خلال التشاور مع المجالس الإدارية للمقاطعات والبلديات؛ ويؤيد تصويت البرلمان إنشاءها.  إذا تمت الموافقة على إنشاء حديقة، تقوم الدولة بشراء الأرض، من خلال وسيط Naturvårdsverket.  وتقع إدارة الحديقة بعد ذلك في أيدي المقاطعة بشكل أساسي. على الرغم من حقيقة أن حديقة Färnebofjärden تمتد عبر أراضي أربع مقاطعات، إلا أن المجلس الإداري لـ Västmanland هو المسؤول عن إدارة الحديقة. يتولى جافلبورج إدارة مركز الطبيعة في الحديقة، لأنه يقع على أراضي جافلبورج. 
تشمل أعمال إدارة الحديقة صيانة الهياكل السياحية.  بالإضافة إلى صيانة بعض المروج. إذا كان ذلك مناسبًا، يمكن لسلطات الحديقة تنظيم أعداد القنادس، والتي من الممكن أن تضر بالغابة. يُسمح بصيد الأيائل والغزلان والمنك الأمريكي لأغراض تنظيم السكان، ولكن يُحظر ذلك بين عامي 1980 و1985. يناير و 15 أغسطس.  لحماية الطيور، قد يُمنع الوصول إلى مناطق معينة خلال موسم التعشيش، من الساعة 1 من يناير إلى 15 يونيو. أستبدلت هذه المناطق الثابتة في عام 2015 بإمكانية إنشاء مناطق مؤقتة تسمح لنفسها بالتكيف مع المناطق التي توجد بها الأنواع الأكثر عرضة للخطر. كما تم رفع الحظر على النشاط التجاري.  انخفض حد السرعة للقوارب من 12 إلى 7 عقدة باستثناء بعض الأقسام حيث تم تحديد الحد الأقصى للسرعة عند 12 أو 20 عقدة. 

## السياحة

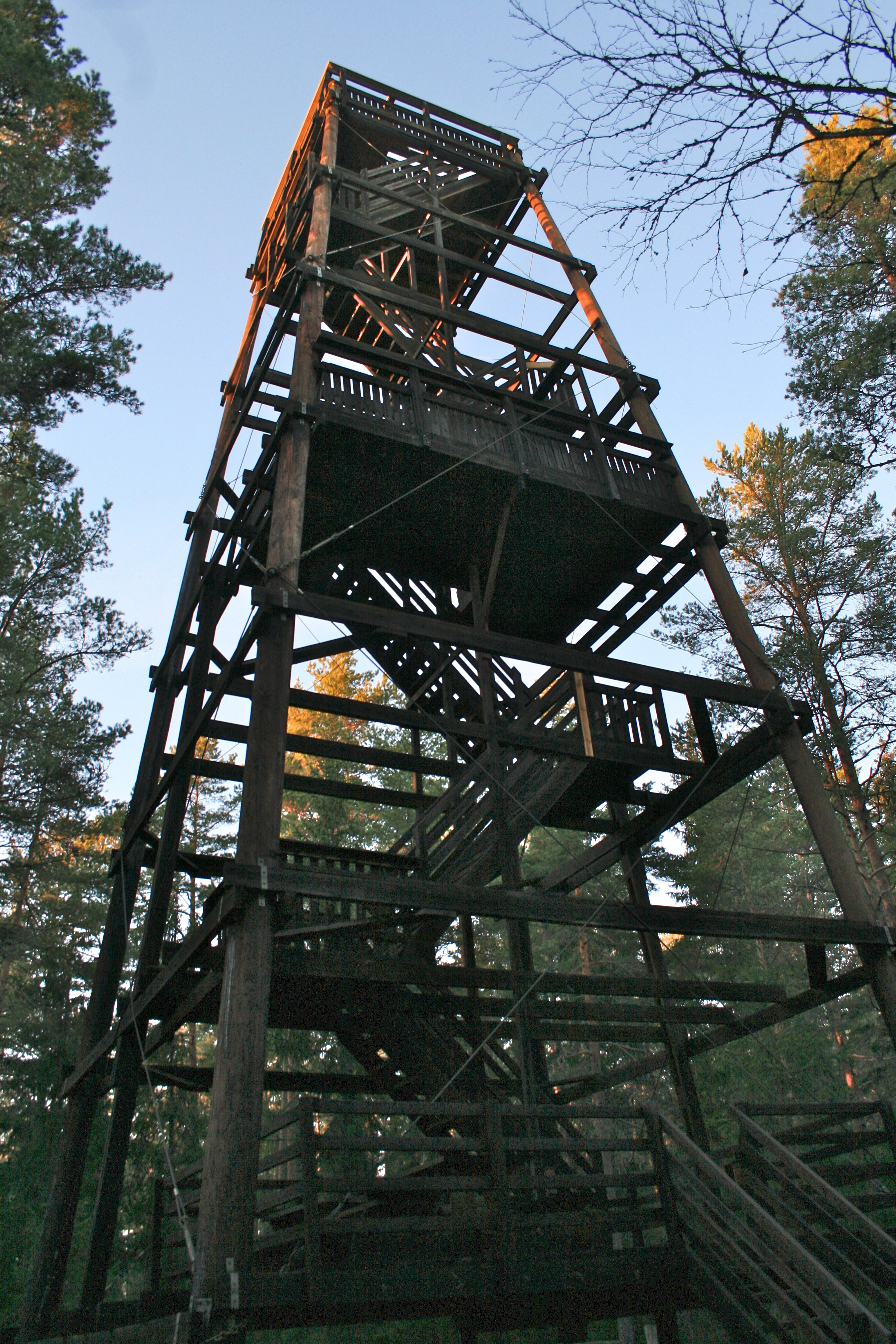
يوفر برج المراقبة إطلالة استثنائية على الحديقة

تجذب الحديقة والمناطق المحيطة بها العديد من السياح. بالإضافة إلى ذلك، يزور مصنع جيسينجي سنويًا 250 ألف شخص - وهو رقم ينمو بسرعة، وشبه جزيرة أوستا يزورها 75 ألف شخص وتيتبو يزورها 10 آلاف شخص.  ومع ذلك، فإن هذه الزيارات تكون في العموم محلية للغاية. 
المداخل الرئيسية للحديقة تقع عند Gysinge وSevedskvarn،  وكلاهما يقع بالقرب من الطريق الوطني 56. هذه المداخل بها موقف سيارات .  توجد أراضي المخيم في Östa وTyttbo وÖsterfärnebo،  ومن الممكن أيضًا الإقامة في فندق Gysinge forge ( Gysinge bruk Wärdshus ). داخل الحديقة نفسها، تتوفر العديد من الكبائن لقضاء الليل، وكثير منها عبارة عن كبائن رعاة قديمة.
الأنشطة الرئيسية داخل الحديقة في الصيف هي صيد الأسماك الرياضية بالإضافة إلى رحلات القوارب أو الزوارق.  يعد التنقل بالقارب في الواقع أحد أفضل الطرق لاستكشاف الحديقة، وتحظى جزيرة ساندون بشعبية خاصة.  تجذب الحديقة أيضًا العديد من مراقبي الطيور في الشتاء والربيع، وخاصة بالقرب من جزيرة تيناسيت حيث تكون حياة الطيور أغنى ما يمكن.  ومع ذلك، تم إغلاق جزء الطريق الذي يسمح بالوصول إلى هناك لأنه يمر عبر الحديقة - وقد تقرر إغلاقه أثناء إنشاء الحديقة.  ونتيجة لذلك، انخفض عدد السياح في هذا الموقع بشكل كبير.  تم بناء مركز للزوار والمعلومات والطبيعة داخل حظيرة قديمة (يعود تاريخها إلى عام 1814) في منجم جيسينجي. في Skekarsbo، يوجد برج مراقبة 20 متر (66 قدم)يبلغ ارتفاعه (1.5 متر) وقد تم بناؤه في عام 1995 ويوفر إطلالة بانورامية على الجزء الأكبر من الحديقة. توجد العديد من مسارات المشي لمسافات طويلة داخل الحديقة، وخاصة في الجزء الشمالي: على جزيرة ماتون. في الجزء الجنوبي، يؤدي مسار طويل إلى تيناسيت. 